# Marina (novela)
Marina es una novela de literatura juvenil del escritor español Carlos Ruiz Zafón. Se publicó en 1999 y fue reeditada en febrero de 2007, con aproximadamente un total de catorce ediciones.

De las obras de Ruiz Zafón, Marina es posiblemente la más indefinible e imposible de categorizar y, en palabras del escritor, es quizá la más personal de todas sus obras.
Historia de misterio sobrenatural, donde los protagonistas van y vienen detrás de rastros, lugares misteriosos, casonas deshabitadas y jardines abandonados. Papeles anónimos, entrevistas y, finalmente, las confesiones de personajes secundarios se convierten en las herramientas predilectas de Carlos Ruiz Zafón para «destaponar» la trama. La novela indaga en el autodescubrimiento, propio de la novela de aprendizaje; en el afloramiento del amor y su difícil gestión, y en la melancolía fruto de la fidelidad.
El periódico The Guardian alabó la novela y escribió en su reseña que «Marina es uno de esos libros que están destinados a ser devorados en una sola sesión, ya que realmente frenará cualquier hambre que puedas haber tenido por una buena lectura. Es una historia excelente». Asimismo, calificó el estilo narrativo de Zafón como «simplemente hermoso».

## Argumento

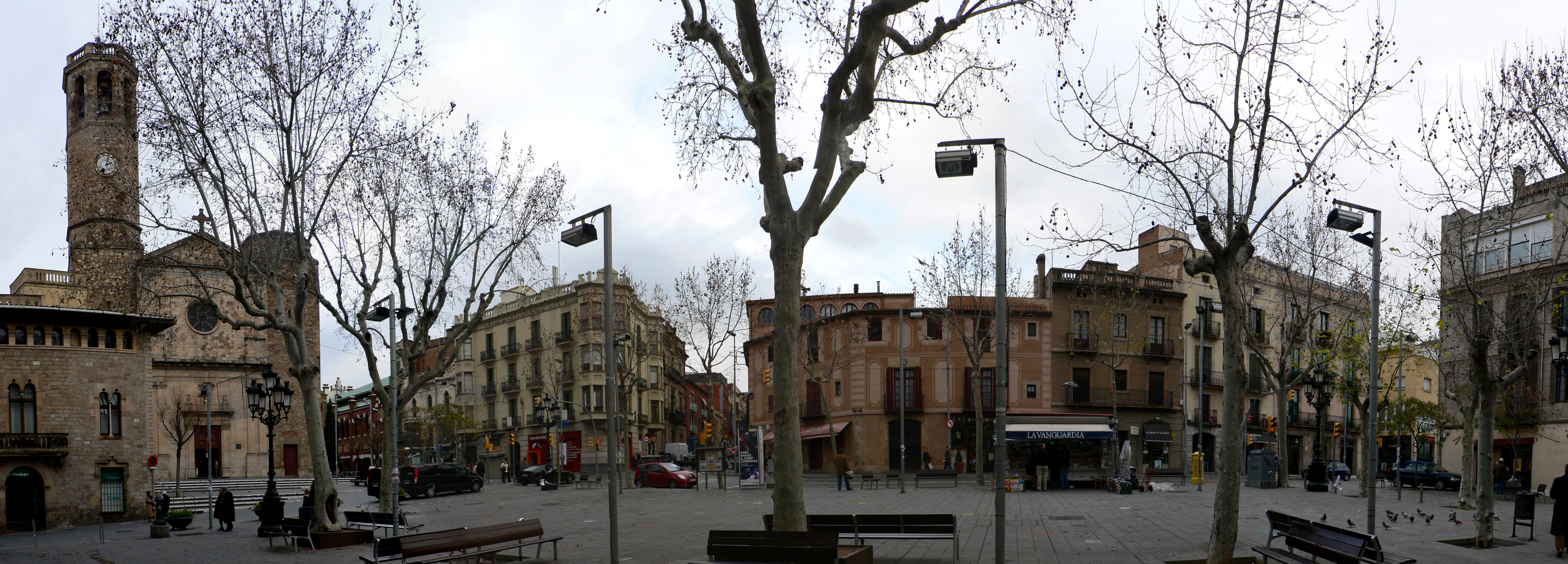
El autor nombra en varias ocasiones la plaza de Sarriá

Esta novela nos transporta a una Barcelona misteriosa y mágica a finales de los años 70. El protagonista es Óscar Drai, un adolescente curioso e inquieto que vive en un internado. Durante una de sus escapadas por las afueras de la ciudad, entra por casualidad en un antiguo caserón donde conocerá a Marina Blau, una chica muy especial y algo solitaria, que vive con su padre enfermo, un antiguo pintor. Esa primera visita supondrá el inicio de una profunda amistad y una historia que cambiará sus vidas por completo.
Óscar y Marina descubrirán una trama oculta tras el rastro de una dama vestida de negro que aparece cada cierto tiempo en un cementerio, dejando una rosa negra sobre una tumba sin nombre. Su curiosidad los llevará a investigar quién es y por qué repite esa especie de ritual. Pronto descubrirán un pasado oscuro que tendrá como figura clave a Mijail Kolvenik, un genio de la invención obsesionado con vencer la muerte. Este experimentó con prótesis y mecanismos para reconstruir cuerpos humanos deformes, creyendo que así podría desafiar a la naturaleza y evitar el deterioro del cuerpo humano. Sin embargo, sus experimentos no salieron como esperaba, y su historia se convertirá en una amalgama de terror, tragedia y ciencia fuera de control.
A medida que avanzan en su investigación, Óscar y Marina se verán envueltos en un mundo lleno de secretos, de eso que tenemos escondidos en el 'ático del alma'. Personas que han desaparecido, edificios abandonados y recuerdos que parecen regresar del pasado como fantasmas los acompañarán en esta aventura. Pero esta historia no solo aborda los misterios y experimentos siniestros. En el fondo, Marina es también una historia sobre el amor juvenil, la enfermedad, la pérdida y el valor de recordar. Zafón utiliza un estilo casi poético y muy emotivo para mostrar cómo el tiempo, la vida y la muerte forman parte de una misma historia. La relación entre Óscar y Marina cobrará cada vez más fuerza y el lector descubrirá que, efectivamente, en toda historia de amor siempre hay una despedida silenciosa.

## Personajes

### Principales
- Óscar Drai: un adolescente valiente y curioso. Vive en un internado a las afueras de Barcelona.  Su vida cambia por completo cuando conoce a Marina. Ambos comparten sentimientos amorosos y se verán involucrados en un trágico enigma relacionado con la Velo-Granell. Le gustaría ser arquitecto.
- Marina Blau: una joven de piel pálida, ojos grises y pelo de color heno; hija de Kristen Auermann y Germán Blau. Es una adolescente astuta y cautivadora a la cual le apasiona escribir, pues le gustaría ser escritora. Vive con su padre y su gato Kafka en un antiguo caserón de “las zonas muertas” de Sarrià. Se enamorará de Óscar Drai y compartirá con él una misteriosa aventura.
- Mijail Kolvenik: el personaje macabro de la historia al cual le amenaza la locura. Un hombre experto en la elaboración de prótesis médicas y artículos ortopédicos. Nació en los túneles de las alcantarillas de Praga junto a su hermano Andrej, quien llegó al mundo con una terrible enfermedad. Al ver morir a su hermano y a su madre decide que es momento de abandonar los túneles para salir a la superficie. Allí, un médico llamado Antonin Kolvenik lo adopta, pero a los pocos años también fallece. A partir de entonces Mijail se obsesionará con la muerte llevando a cabo su investigación sobre la mariposa negra.
- Eva Irinova: también conocida como “la dama de negro”, es una mujer rusa con un ojo de cada color. Se quedó huérfana desde muy temprana edad. Una pareja de comediantes, Sergei y Tatiana, la adoptarán y criarán como cantante. Su juventud estuvo marcada por la depresión hasta que conoció a Mijail Kolvenik y su vida cambió drásticamente. Decidirá casarse con él y abandonar a sus tutores. Tras un trágico incidente se someterá a las reconstrucciones ortopédicas de su marido.

### Secundarios
- Germán Blau: padre de Marina y antiguo pintor proveniente de una familia adinerada. Tiene el pelo blanco y manos con “dedos finos e interminables”. En su juventud fue aprendiz del pintor Quim Salvat y tras la muerte de su esposa reemplazó la pintura por el ajedrez.
- Kristen Auermann: madre de Marina, muere seis meses después de dar a luz. Antigua cantante que rebosaba de belleza.
- Benjamín Sentís: hijo del propietario de la fábrica Velo-Granell y antiguo socio de Mijail Kolvenik. Es un varón codicioso y corroído por la envidia. Sufre un accidente en el que sus manos quedan amputadas; Kolvenik le fabrica otras ortopédicas.
- Joan Shelley: hombre de avanzada edad, temperamento un tanto volátil y antiguo médico de Kolvenik. Es padre adoptivo de María Shelley.
- Luis Claret: anciano de ojos claros y penetrantes, pelo plateado y piel de pergamino. Cuando era joven, Mijail le salvó la vida para que no muriese de hambre y este, en agradecimiento, decidió no abandonarlo nunca.
- Florián: antiguo inspector de la Brigada Judicial de Barcelona y asignado al caso de la Velo-Granell. Es un hombre ancho y musculoso.
- María Shelley: hija de Eva Irinova y Mijail Kolvenik, adoptada y criada por el doctor Shelley.
- Tatiana y Sergei Glazunow: antiguos tutores de Eva Irinova.
- J.F: amigo de Óscar en el internado dónde estudian. Es de constitución frágil, temperamento nervioso y sufría de ser hipocondríaco.
- Valeria Astor: una niña de nueve años a la que Marina le contaba historias en el hospital.
- Doña Carmen: compartía habitación junto a Valeria y Marina en el hospital. Tenía ochenta y cuatro años y había ejercido varias profesiones.
- Rojas: doctor que intenta curar una de las enfermedades clave de esta historia.
- Quim Salvat: hombre extravagante y generoso del cual se decía que había tenido una aventura con la madre de Germán. Un brillante pintor que fue su maestro durante años.